# 李紳 (成化進士)
李紳（1444年—1509年），字縉卿，自號抱犢山人，直隸徐州沛縣人，明朝政治人物。進士出身。

## 生平
成化元年（1465年）乙酉科順天府鄉試第二十三名。成化二年（1466年）丙戌科會試第五十八名，殿試登進士第三甲第四十一名。授行人司行人，九載考最，遷戶部員外郎、郎中，升光禄寺少卿，京察以浮躁例調知山西忻州。不欲往，上疏乞致仕。孝宗继位，進階朝列大夫。生正統甲子五月，卒正德己巳十二月，年六十六。

## 家族
曾祖李成聚。祖父李毅。父亲李釗。